# Русская земля
«Русская Земля» — москвофільський тижневик, друкований орган Карпаторуської трудової партії.
Виходив в Ужгороді у 1919-1938 роках.
Редактори — Дмитро Вислоцький, В. Нічай (1919—1920), А. Гагатко, І. Цурканович (1922-23 і з 1925), Д. Симулик та ін.